# Eroge
Eroge (エロゲ, erogē), een portmanteau van erotic en game, is een typisch Japans erotisch computerspelgenre.

## Geschiedenis
Eroge als spelgenre vindt haar oorsprong begin jaren 80 toen Japanse bedrijven homecomputers, zoals de X1, FM-7, MSX en de PC-8801, op de markt brachten die moesten concurreren met Amerikaanse computers. NEC liep achter met de ontwikkeling en gaf spelontwikkelaar KOEI opdracht om spelers naar hun computersysteem te lokken.
Night Life was het eerste commerciële erotische computerspel dat werd uitgebracht in 1982. Het is een grafisch avonturenspel met seksuele afbeeldingen. Datzelfde jaar bracht KOEI ook Seduction of the Condominium Wife (Danchi Tsuma no Yūwaku) uit, een rollenspel in eenvoudige kleuren voor de PC-8001 dat een groot succes werd.
De eerste erogespellen hebben een eenvoudig plot, latere spellen kregen vaker een doordacht en volwassen verhaal. Ook tegenwoordig bekende Japanse spelontwikkelaars als Enix, Square en Nihon Falcom hebben in het verleden erotische spellen voor volwassenen uitgebracht.
In de jaren 90 werd eroge steeds vaker zichtbaar, en veel spellen zagen het daglicht op de PC-9801, FM Towns en X68000. Het MSX-platform kreeg ook vele speltitels in dit genre, maar had in de jaren 90 inmiddels het einde van haar levensduur bereikt.
In 1999 bracht Key een serie van zeven korte scenes uit onder de naam Kanon, die zeer positief werd ontvangen en ruim 300.000 keer is verkocht. Het werd een standaard voor de moderne eroge en een opmaat voor meerdere korte series die in de jaren 2000 zijn gepubliceerd. Toen deze standaard van visuele romans werd aangenomen, verdwenen de erotische onderdelen steeds vaker naar de achtergrond. De moderne eroge is meer gericht op het verhaal en minder op seks, wat ervoor zorgde dat een groter publiek open kwam te staan voor het genre.

## Gameplay
In het spelgenre is geen vaste definitie in de gameplay, behalve dat deze expliciete erotische inhoud moet bevatten. Zoals ook bij andere pornografische media in Japan moeten geslachtsdelen worden gecensureerd. Sommige spellen, zoals puzzels, worden vrijgegeven voor alle leeftijden, waarbij de pornografische onderdelen zijn verwijderd.
Eroge is vaak een visuele roman of een datingsimulatie, maar er zijn ook rollenspellen, mahjong- en puzzelspellen. Nieuwe genres, zoals avonturenspellen, boerderijsimulaties, kaartspellen en zelfs first-person shooters zijn als eroge op de markt verschenen. Hierbij moet men denken aan het tonen van erotische afbeeldingen als beloning voor het behalen van een level. Moderne eroge is ook verschenen in 3D-uitvoering, en heeft daarbij veel weg van een virtuele werkelijkheid.

## Voorbeelden
Enkele speltitels in het eroge-genre zijn:
- Kanon (1999)
- Tsukihime (2000)
- Utawarerumono (2002)
- Fate/stay night (2004)
- Shuffle! (2004)
- School Days (2005)
- Euphoria! (2011)
- Grisaia no Kaijutsu (2011)
- Katawa Shoujo (2012)